# Klang (Stockhausen)
Klang – Die 24 Stunden des Tages ist der letzte Werkzyklus von Karlheinz Stockhausen, den er zwischen 2004 und 2007 schrieb. Den Einzelstücken verlieh er die Werknummern 81–101. Bedingt durch seinen Tod blieb der Zyklus unvollendet, die letzten drei „Stunden“ fehlen. Die Gesamturaufführung der vollendeten 21 Stunden des Zyklus fand am 8. und 9. Mai 2010 an wechselnden Aufführungsstätten im Rahmen der Musiktriennale Köln in der vom Komponisten vorgesehenen Form durch die musikFabrik statt, während ein Teil der Stücke bereits vorher uraufgeführt worden war.

## Entstehung und Aufbau
Nachdem Stockhausen seinen Opernzyklus Licht – Die sieben Tage der Woche vollendet hatte, wollte er die 24 Stunden des Tages in seinem Kompositionszyklus Klang musikalisch umsetzen. Als Vorbild diente ihm das Stundengebet der katholischen Klöster. Ähnlich, wie die 24 Stunden des Tages in Tag- und Nachtstunden unterteilt sind, besteht auch Klang aus zwei kontrastierenden Abschnitten, wobei die ersten zwölf Stunden eher kammermusikalisch besetzt sind. Das Spektrum des ersten Teils umfasst Solostücke bis zum Septett, darunter auch in der dritten Stunde Solostücke für Klavier. Nach der fünften Stunde überwiegen Trio-Stücke in wechselnder Besetzung. Dafür wählte Stockhausen Titel wie „Schönheit“, „Balance“, „Glück“, „Hoffnung“, „Glanz“ und „Treue“. Als Überleitung zum zweiten Teil dient die zwölfte Stunde: Erwachen. Mit der 13. Stunde Cosmic Pulses, einem rein elektronischen Stück aus 24 Schichten beginnt der zweite Teil des Zyklus. Für die anschließenden Solostücke mit Elektronik wählte Stockhausen jeweils drei Schichten aus Cosmic Pulses aus.
Wesentliche Anregung und mehrere der Titel im zweiten Teil bezog Stockhausen aus dem Buch Urantia.
Im Anschluss an die Komposition der 24 Stunden des Tages hatte Stockhausen geplant, die 60 Minuten der Stunde und die 60 Sekunden der Minute zu vertonen. Allerdings starb Stockhausen 2007 im Alter von 79 Jahren und hatte bis dahin nur 21 Teile von Klang vollendet. Aus Stockhausens nachgelassenen Skizzenbüchern geht nicht hervor, wie er die fehlenden drei Stunden realisieren wollte.

## Die Stücke im Einzelnen

### 1. Stunde –Himmelfahrt
In diesem 2004 bis 2005 komponierten Stück für Orgel oder Synthesizer, Sopran und Tenor greift Stockhausen noch einmal Aspekte aus seinem Opernzyklus Licht auf. Der Titel des Stückes wurde inspiriert durch den Uraufführungstermin am 5. Mai 2005, einen Tag vor dem Fest Christi Himmelfahrt, im Mailänder Dom. Stockhausen charakterisierte das Stück folgendermaßen: „Im 3. Akt von Donnerstag aus Licht, 1981 in der Mailänder Skala uraufgeführt, kehrt Michael in seine himmlische Residenz zurück. [...] Michael hört und sieht in einem ›Schattenspiel‹ 7 Stationen seines irdischen Lebens, und alles steht dabei auf dem Kopf, das Unten ist wie oben.“ Stockhausen sieht in dem Stück 24 verschiedene Tempi in einer bestimmten Zeitskala vor. Für den Solisten an der Orgel oder dem Synthesizer gestaltet sich die Aufführung schwierig, da die linke und die rechte Hand verschiedene Tempi zu spielen haben. Stockhausen beschrieb seine Intentionen folgendermaßen: „Das Auf-dem-Kopf-Stehen der Zeit für beide Hände – eigentlich unmöglich für uns heutige Menschen – und die feste Verbindung von Tempo und ›Klang-Farbe‹ habe ich im Geiste der Himmelfahrt komponiert: unvorstellbar – unerhört – unsichtbar.“
Die beiden Vokalsolisten (Sopran und Tenor) singen alternierend einen Text von Stockhausen, der in einem gemeinsamen Lobpreis Gottes endet: „unsere Stimmen // loben dich // Schöpfer-Gott Deus“.
Die Aufführungsdauer des Stückes beträgt 37 Minuten.

### 2. Stunde –Freude
Ursprünglich wollte Stockhausen das 2005 komponierte Stück für zwei Harfen „Pfingsten“ nennen, da die beiden Harfenistinnen zusätzlich zu ihrer virtuos-solistischen Tätigkeit 24 Zeilen des lateinischen Pflingsthymnus Veni creator spiritus zu singen haben. Diese 24 Zeilen des Hymnus sieht Stockhausen wieder im Zusammenhang mit den 24 Stunden des Tages, „so dass die ›Zweite Stunde‹ von Klang wie ein voller Tag in einer Stunde des Tages ist.“
Die Uraufführung fand am 7. Juni 2006, dem Dienstag nach Pfingsten, im Mailänder Dom statt. Die Aufführungsdauer beträgt 41 Minuten.

### 3. Stunde –Natürliche Dauern
Natürliche Dauern ist ein Zyklus von 24 Klavierstücken, den Stockhausen 2005 bis 2006 komponiert hat. Mit der Aufführungsdauer von etwa 140 Minuten stellt er zugleich das umfangreichste Werk innerhalb von Klang dar. Der Komponist beabsichtigte mit diesem nur wenig virtuosen Klavierzyklus, vor allem das Ausklingen der Töne, den Nachklang und das in der Partitur notierte Atmen des Pianisten hörbar zu machen. Durch die Betätigung des Pedals und elektronisches Verstärken sollen nach Stockhausens Intentionen „Melodien, Harmonien und mehrstimmige Momente als Ergebnisse der natürlichen Dauern“ entstehen.
Die Uraufführung von Stück Nr. 1 fand am 23. Februar 2006 in New York statt; Nr. 2–15 wurden am 12. Juli 2006 in Kürten uraufgeführt, während Nr. 16–24  am 17. Juli 2007 in Lissabon zur Uraufführung kamen.

### 4. Stunde –Himmels-Tür
Die Komposition Himmels-Tür für einen Schlagzeuger und ein kleines Mädchen entstand 2005. In diesem Stück, das als einziges aus dem Zyklus Klang mit pantomimischen Elementen arbeitet, klopft ein Perkussionist mit Schlägeln an eine eigens dafür konstruierte zweiflüglige Tür mit jeweils sechs verschiedenen tönenden Holzelementen.
Der Schlagzeuger klopft in unterschiedlichen Gemütsstimmungen an die Tür, mal vorsichtig, mal bittend, mal wütend, wobei er manchmal auch seine Füße als Schlagwerk einsetzt, indem er auf den Holzboden vor der Tür stampft. Stockhausen hat 14 verschiedene Haltungen notiert, darunter auch, dass er sich einmal verzweifelt auf den Boden wirft. Schließlich öffnet sich die Tür, der Schlagzeuger schreitet hindurch, sieht sich hinter der Tür um und entschwindet. Plötzlich dröhnt metallischer Lärm und eine Alarmsirene heult. Schließlich kommt aus dem Publikum ein kleines Mädchen auf die Bühne und verschwindet hinter der Tür. Anschließend wird nach und nach der Lärm ausgeblendet und auch die Sirene verstummt.
Die Uraufführung fand am 13. Juni 2006 im Rossini-Theater (teatro comunale) in Lugo in Italien statt. Die Aufführungsdauer beträgt etwa 28 Minuten.

### 5. Stunde –Harmonien
Das 2006 entstandene Stück Harmonien ist ein Solostück für Bläser, das Stockhausen für verschiedene elektronisch verstärkte Blasinstrumente komponiert hat, wobei er die jeweiligen Eigenarten des Instruments berücksichtigte. In der Ursprungsversion hat er das Werk für Bassklarinette konzipiert, aber anschließend auch für Flöte oder Trompete ausgearbeitet. Das Stück basiert in allen Fassungen auf fünf verschiedenen Melodiegruppen mit drei, vier, fünf, sechs oder sieben Tönen, die nach Stockhausen in „verschiedenen Tempi, Rhythmen und Lagen gereiht werden.“ Nach dem Spielen einer Gruppe werden die Töne nach Stockhausens Vorstellung in „anderer Lagenverteilung wiederholt, so dass die Melodie wie ein vibrirender Akkord als Harmonie wirkt.“
Nach Stockhausens Anweisungen soll das Stück von den Solisten auswendig gespielt werden. Die Aufführungsdauer beträgt etwa 15 Minuten.
Die Uraufführung der Version für Bassklarinette fand am 11. Juli 2007 in Kürten mit der Solistin Suzanne Stephens statt, die Version für Flöte führte  Kathinka Pasveer am 13. Juli 2007 in Kürten auf, wobei der Komponist die Klangregie übernahm, die Version für Trompete wurde am 2. August 2008 von Marco Blaauw in London bei den BBC Proms uraufgeführt.

### 6. Stunde –Schönheit
Das 2006 entstandene Stück Schönheit ist ein Trio für Flöte, Bassklarinette und Trompete. Es soll von den Solisten, die bei der Aufführung wechselnde Positionen einnehmen, auswendig gespielt werden. In diesem Stück schlägt Stockhausen zusätzlich eine einheitliche Kleidung der Solisten in der Farbe HKS 51 (ein ins Grüne tendierender Blauton) vor.
Zu Beginn des Stückes sprechen die Solisten gemeinsam „Lob sei Gott“. Die anschließende Komposition wird in 25 verschiedenen Tempi vorgetragen, die genau eingehalten werden sollen: 30 – 40 – 42,5 – 47,5 – 50,5 – 56,5 – 63,5 – 67 – 71 – 75,5 – 80 – 85 – 90 – 107 – 113 – 120 – 127 – 134 – 142 – 150 – 160 – 180 – 190 – 202. Nach Stockhausens Vorstellung kann dieses Stück auch in größeren Konzertsälen aufgeführt werden.
Die Uraufführung fand am 5. Oktober 2009 in Lissabon mit den Solisten Kathinka Pasveer (Flöte), Suzanne Stephens (Bassklarinette) und Marco Blaauw (Trompete) statt.
Die Spieldauer beträgt etwa 30 Minuten.

### 7. Stunde –Balance
Auch die 2007 entstandene Komposition Balance ist ein Trio, dieses Mal in der Besetzung Bassklarinette, Englischhorn und Flöte. Stockhausen schreibt die Farbe HKS 54 (Farbton zwischen Blau und Grün) für die Kleidung der Solisten vor. Diese sollen nach Möglichkeit auswendig spielen. Nachdem sie die Bühne aus verschiedenen Richtungen betreten haben, begrüßen sie sich kurz, bevor sie mit der Aufführung beginnen. Die 25 Tempi entsprechen den Metronomangaben der 6. Stunde.
Ein Kritiker bezeichnete diesen Teil des Zyklus als „gelassenes, heiteres Alterswerk, das im Gotteslob endet“„“ und klar auf eine Melodie ausgerichtet ist, wobei „arabeskenhaftes Wuchern“ auf „französische Klangsinnlichkeit“ und „ausufernde Vitalität“ hinweisen.
Die Uraufführung des Stückes fand postum am 22. August 2008 im Großen Sendesaal des WDR in Köln statt, an dem Tag, an dem Stockhausen die Vollendung seines 80. Lebensjahres gefeiert hätte. Ausführende waren Martin Fahlenbock (Flöte), Jaime Gonzaléz (Englischhorn) und Shizuyo Oka (Bassklarinette) vom Ensemble recherche.
Die Spieldauer beträgt etwa 30 Minuten.

### 8. Stunde –Glück
Glück ist ein Holzbläsertrio für die elektronisch verstärkten Instrumente Fagott, Englischhorn und Oboe. Das Stück korrespondiert mit der 6. und 7. Stunde von Klang. Das 2007 komponierte Werk entstand als Auftragskomposition für die MusikTriennale 2010 in Köln. Stockhausen sah für die Solisten Kleidung in der Farbe HKS 60 (Grün) vor.
Die Uraufführung des Werkes fand am 8. Mai 2010 im Studio der musikFabrik im Mediapark Köln statt. Ausführende waren Edurne Santos Fagott, Piet van Bockstal Englischhorn und Peter Veale Oboe. Die Klangregie führte Hans-Günther Kasper.
Die Spieldauer des Werkes beträgt etwa 30 Minuten.

### 9. Stunde –Hoffnung
Hoffnung ist Stockhausens einziges Stück für Streichtrio, bestehend aus Violine, Viola und Violoncello. Das 2007 entstandene Stück ist ähnlich wie die vorausgegangenen Stücke aufgebaut. Während der Aufführung sollen die Mitglieder des Streichtrios ihre Positionen wechseln. Für dieses Stück schlug Stockhausen als Farbe der Kleidung HKS 67 vor.
Die Uraufführung fand am 31. August 2008 mit Mitgliedern der musikFabrik Köln statt, mit Juditha Haeberlin (Violine), Axel Porath (Viola) und Dirk Wietheger (Cello). Die Spieldauer beträgt etwa 32 Minuten.

### 10. Stunde –Glanz
Das 2007 entstandene Stück Glanz ist ein Septett, bestehend aus den Holzbläsern Oboe, Klarinette und Fagott, den Blechbläsern Trompete, Posaune und Tuba, sowie einer Viola als einzigem Streichinstrument.
Nach Stockhausens Anweisungen sollen die Spieler von Fagott, Bratsche und Klarinette in der Mitte der Bühne stehen und ein großes Dreieck bilden, wobei sie ihre Positionen gemäß den fünf Abschnitten des Stückes wechseln. Posaune, Trompete und Oboe, die Einschübe bringen, sollen nach Möglichkeit von Seitenbalkonen aus geblasen werden, während die Tuba im Gehen hinter dem Trio auf der Bühne gespielt wird. Entscheidend sind bei diesem Stück die von Stockhausen vorgesehenen Lichteffekte: „Die Spieler und der Saal glänzen in dessen geheimnisvollen Licht, das immer glänzender wird.“ Als Farbe dient HKS 69 (Gelb).
Die Uraufführung von Glanz fand am 19. Juni 2008 im Amsterdamer Muziekgebouw mit Mitgliedern des ASKO-Ensembles statt. Die Spieldauer beträgt etwa 42 Minuten.

### 11. Stunde –Treue
Treue  ist ein 2007 entstandenes Bläsertrio für Bassklarinette, kleine Klarinette und Bassetthorn. Nach Stockhausens Anweisungen sollen die Solisten möglichst auswendig spielen und sich vor Beginn des Stückes kurz begrüßen. Als Farbe ist HKS 2 (Gelb) vorgesehen. Die Spieldauer beträgt etwa 30 Minuten.
Die Uraufführung fand am 8. Mai 2010 im Rahmen der MusikTriennale Köln im KOMED-Saal im Mediapark statt. Die Solisten waren Petra Stump (Bassklarinette), Roberta Gottardi (kleine Klarinette) und Rumi Sota-Klemm (Bassetthorn).

### 12. Stunde –Erwachen
Das 2007 entstandene Stück Erwachen für Sopransaxophon, Trompete und Violoncello bildet den Abschluss des ersten instrumentalen Teils des Zyklus und ist gleichzeitig eine Überleitung zum zweiten Teil, in dem die elektronische Musik überwiegt. Die Kleidungsfarbe der Solisten soll nach Stockhausens Anweisungen HKS 3 (Gelbton) sein.
Die Uraufführung fand am 13. Oktober 2009 in Brüssel mit den Solisten Marcus Weiss (Saxophon), Marco Blaauw (Trompete) und Dirk Wietheger (Cello) statt. Die Spieldauer beträgt etwa 32 Minuten.

### 13. Stunde –Cosmic Pulses
Der 2006 entstandene 13. Teil des Zyklus Cosmic Pulses ist reine elektronische Musik, die über acht Lautsprecherpaare übertragen wird und aus 24 melodischen Schleifen besteht. Diese wiederum sind in  verschiedenen Tonhöhen von 1 bis 24 notiert. Die melodischen Schleifen laufen in 24 unterschiedlichen Tempi und 24 Registern ab, die etwa sieben Oktaven umfassen.
Karlheinz Stockhausen erklärte die Schleifen und Schichtungen folgendermaßen:
„Die Schleifen werden nacheinander von der Tiefe zur Höhe und vom langsamsten bis zum schnellsten Tempo übereinandergeschichtet und setzen danach in dieser Reihenfolge nacheinander aus. ... Das für mich vollkommen Neue ist die neue Art von Verräumlichung: Jeder Abschnitt einer der 24 Schichten hat seine eigene Raumbewegung zwischen acht Lautsprechern, so dass ich 241 verschiedene Raumbahnen zu komponieren hatte. ... Ich habe zum ersten Male eine Überlagerung von 24 Klangschichten ausprobiert, als hätte ich die Rotationen von 24 Monden oder 24 Planeten zu komponieren. [...] Ob man alles hören kann, weiß ich noch nicht; es hängt davon ab, wie oft man eine 8-kanalige Aufführung erlebt.“
An anderer Stelle verglich Stockhausen diese Komposition, die er als eine Art „Sternensystem“ verstand, mit der Aufgabe „24 Planeten um eine Sonne mit individuellen Rotationen, Tempi und Flugbahnen zu synchronisieren.“
Dieses Werk ist der Schlüssel zum zweiten Teil des Zyklus, der auf unterschiedlichen Mixturen von Schichten aus Cosmic Pulses basiert.
Zur Abspielung sind an technischen Geräten ein 8-Spur-Magnettonband, 8 × 2 Lautsprecher und ein Mischpult für die Klangregie erforderlich.
Die Uraufführung des Werkes in der Abmischung von Karlheinz Stockhausen fand am 7. Mai 2007 im Auditorium Parco della Musica, Sala Sinopoli in Rom statt.
Die Abspieldauer beträgt 32 Minuten.

### 14. Stunde –Havona
Havona ist ein Werk für einen Gesangssolisten in der Stimmlage Bass und elektronische Musik. Die über Lautsprecher ertönende elektronische Musik des 2007 entstandenen Werkes basiert auf den Schichten 24 – 23 – 22 aus Cosmic Pulses. In diesem Werk setzt Stockhausen erstmals nach Himmelfahrt wieder einen Gesangssolisten ein. Stockhausens Text beginnt mit dem Wort „Gott“, zu dem seine Kinder „Schritt für Schritt“ von Urantia (der Erde) aus streben. Ihr Weg führt über Jerusem in Nebadon, Uversa, das große Orvonton im Zentrum der Milchstraße, dann über Edentia und Havona zum Paradies, wo die Seelen „kosmische Musik“ studieren. In diesem Text nennt der Solist alle Stationen des Weges, die den anschließenden Werken aus dem Zyklus entsprechen.
Die Aufführungsdauer beträgt 24’10” Minuten. Die Uraufführung fand am 10. Januar 2009 in Paris statt, Solist war Nicholas Isherwood (Bass), die Klangregie führte Gérard Pape.

### 15. Stunde –Orvonton
Das 2007 entstandene Werk Orvonton für Bariton und elektronische Musik basiert auf den Schichten 21 – 20 – 19 aus Cosmic Pulses. Orvonton gilt nach dem Urantia Buch und dem gesungenen Text als „siebtes Superuniversum mit dem Zentrum des Milchstraßensystems“.
In diesem Stück stellt sich der Gesangssolist nach der Nennung des Titels „Orvonton für Bariton“ zunächst noch einmal vor: „Orvonton, ich bin ein Bariton“. Der anschließende Gesangstext besteht hauptsächlich aus vertonten Erläuterungen und Klangregieanweisungen Stockhausens, wobei der Sänger die Struktur des Werkes erklärt, beginnend mit den Bestandteilen der Schicht 19 aus Cosmic Pulses. „Diese besteht aus 23 Tönen als Klangschleife, Beim Grundtempo 3,75 dauert jeder Ton 2 Sekunden, die Schleife also 23 x 2 = 46 Sekunden.“ Anschließend erläutert er, dass das Tempo in neun Sequenzen von Hand gesteuert und mit Accelerandi und Ritardandi variiert wird. Es folgen weitere strukturelle Erläuterungen, sowie zum Schluss Betrachtungen zur Musik generell.
Die Aufführungsdauer des Stückes beträgt 24 Minuten.
Die Uraufführung fand am 8. Mai 2010 mit dem Solisten Jonathan de la Paz Zaens unter der Klangregie von Hannah Weirich im KOMED-Saal im Kölner Mediapark statt.

### 16. Stunde –Uversa
Die 2007 entstandene 16. Stunde aus dem Zyklus Klang Uversa ist ein Stück für Bassetthorn und elektronische Musik, die auf den Schichten 18 – 17 – 16 aus Cosmic Pulses basiert. Stockhausen hat zur Gliederung des Stückes erläuternde Texte geschrieben, die Kathinka Pasveer aufgenommen und der elektronischen Musik beigemischt hat. Der erste Text nennt den Titel des Stückes „Uversa“ mit anschließender lokalisierender Erläuterung „Zentrum von Orvonton“.
Die Aufführungsdauer des Stückes beträgt 22’40” Minuten.
Die Uraufführung fand am 8. Mai 2010 im Rahmen der Gesamtaufführung des Zyklus bei der MusikTriennale Köln mit Michele Marelli (Bassetthorn) unter der Klangregie von Florian Zwißler im Kölner Domforum statt.

### 17. Stunde –Nebadon
Die 2007 entstandene Komposition Nebadon für Horn und elektronische Musik basiert auf den Schichten 15 – 14 – 13 aus Cosmic Pulses. Wie in der 16. Stunde Uversa hat Stockhausen für die 17. Stunde stichwortartige Texte geschrieben, die das Stück gliedern. Diese Texte hat Kathinka Pasveer aufgenommen und der elektronischen Musik beigemischt, Beispiele: „Nebadon – Michael – Eternal Son – Creator Son – Nebadon – in Salvington – Michael – mit Gabriel [...].“
Die Aufführungsdauer von Nebadon beträgt 21’40” Minuten.
Die Uraufführung fand am 8. Mai 2010 im Rahmen der Gesamtaufführung des Zyklus bei der MusikTriennale Köln in der evangelischen Christuskirche statt. Solistin der Uraufführung war Christine Chapman, Horn. Klangregisseurin war Hannah Weirich.

### 18. Stunde –Jerusem
Die 2007 entstandene Komposition Jerusem ist die 18. Stunde des Zyklus Klang. Jerusem ist eine Komposition für einen Gesangssolisten in der Stimmlage Tenor, begleitet von elektronischer Musik, die auf den Schichten 12 – 11 – 10 aus Cosmic Pulses basiert. Der kurze Gesangstext beginnt mit den Worten „Universen Gottes Schulen“. Im Laufe der Aufführung wiederholt der Sänger mehrfach den kurzen Gesamttext. Jerusem wird von Stockhausen nach dem Text der 14. Stunde – Havona in Nebadon lokalisiert.
Die Aufführungsdauer des Stückes beträgt 20’40” Minuten.
Die Uraufführung fand am 8. Mai 2010 im Rahmen der Gesamtaufführung des Zyklus Klang bei der MusikTriennale Köln mit dem Tenor Hubert Mayer unter der Klangregie von Melvyn Poore statt. Uraufführungsort war die Christuskirche (Köln).

### 19. Stunde –Urantia
Die 2007 entstandene Komposition Urantia ist die 19. Stunde des Zyklus Klang. Urantia ist ein Werk für Sopran und elektronische Musik, die auf den Schichten 9 – 8 – 7 aus Cosmic Pulses basiert. Der kurze Text lautet:
Rotationen überall
Urantia im Kosmos
Vater Sohn und Heiliger Geist
Gott Gott Gott
Urantia ist nach dem Urantia Buch und dem Text von Havona ein anderer Name für die Erde, von der aus die Menschen Schritt für Schritt zum Paradies streben.
Die Aufführungsdauer des Stückes beträgt 19’40” Minuten.
Die erste öffentliche Aufführung der Aufzeichnung des Stückes fand am 8. November 2008 in der Queen Elizabeth Hall im Southbank Centre in London statt. In der im Vorweg produzierten Aufnahme hat Kathinka Pasveer die Sopranpartie übernommen.

### 20. Stunde –Edentia
Die 2007 entstandene 20. Stunde aus dem Zyklus Klang Edentia ist ein Stück für Sopransaxophon und elektronische Musik, die auf den Schichten 6 – 5 – 4 aus Cosmic Pulses basiert. Stockhausen hat für dieses Stück wiederum, wie bereits in der 16. und 17. Stunde des Zyklus einen Gliederungstext für die 24 Abschnitte des Werkes geschrieben, den Kathinka Pasveer aufgenommen und der elektronischen Musik beigemischt hat. Nach diesem Text gilt Edentia als Konstellation in Nebadon mit Auferstehungshallen, wo (zugleich lautmalerisch kommentierend) „die himmlischen Musiker morsen morsen morsen“ und „steile Glissandi“ spielen.
Edentia ist nach Stockhausens kosmologischen Vorstellungen der Hauptplanet in der Konstellation Norlatiadek, die wiederum ein Subsystem von Satania ist und im Universum Nebadon lokalisiert wird.
Die Aufführungsdauer des Werkes beträgt 18’40” Minuten.
Edentia entstand als Auftragskomposition des NDR und wurde am 6. August 2008 im Rahmen des Schleswig-Holstein Musik Festivals in Zusammenarbeit mit der NDR Konzertreihe das neue Werk im Hamburger Rolf-Liebermann-Studio des NDR uraufgeführt. Uraufführungssolist war Marcus Weiss, Sopransaxophon.

### 21. Stunde –Paradies
Die 2007 entstandene 21. Stunde des Zyklus trägt den Titel Paradies und ist ein Werk für Flöte und elektronische Musik. Paradies ist das letzte Werk innerhalb des Zyklus, das Stockhausen vollenden konnte. Die elektronische Musik basiert auf den Schichten 3 – 2 – 1 aus Cosmic Pulses. Wie in Edentia und verschiedenen anderen Stücken des zweiten Teils des Zyklus hat Stockhausen Gliederungstexte für die 24 Teile des Werkes erstellt, die Kathinka Pasveer aufgenommen und der elektronischen Musik beigemischt hat. Stockhausens Text ist gleichzeitig eine Analyse, die mit folgenden Worten beginnt:
„Paradies – für Flöte – und elektronische Musik – 21. Stunde aus Klang – drei Schichten aus Cosmic Pulses neu gemischt – im Paradies alle 24 Schleifen –  aus Cosmic Pulses [...]“
Die Aufführungsdauer beträgt 17 Minuten.
Das Werk entstand als Auftragskomposition des NDR und wurde am 24. August 2009 im Rahmen des Schleswig-Holstein Musik Festivals in Zusammenarbeit mit der NDR Konzertreihe das neue Werk in der Hamburger Laeiszhalle uraufgeführt. Solistin der Uraufführung war Kathinka Pasveer. Die Klangregie führte Bryan Wolf.